# Cumia reticulata
Cumia reticulata är en snäckart som först beskrevs av Arthur Adams 1855.  Cumia reticulata ingår i släktet Cumia och familjen valthornssnäckor. Inga underarter finns listade i Catalogue of Life.